# Dansende beer
Dansende beer is een kunstwerk in Amsterdam-Oost.
Dansende beer is te zien op de voorgevel van het gebouw Derde Oosterparkstraat 159. De eerste bebouwing op dat adres kwam rond 1888. In de jaren zeventig en tachtig van de 20e eeuw vond rond dat adres grootschalige sloop plaats, waarbij op deze plek lang een gat tussen de nieuwbouw te zien was. Op de plek werd eind jaren tachtig een nieuw buurtcentrum gebouwd. Ter verfraaiing werden twee kunstwerken aan de voorgevel bevestigd. Ze zijn beide afkomstig van kunstenares Merina Beekman (1961-2009). Zij is vooral bekend van kunst met zwarte inkt. Dit is in het kunstwerk aan de Derde Oosterparkstraat terug te vinden in de beer, die oorspronkelijk inktzwart is maar door vandalenverf enigszins verkleurd is. De beer moet wijzen op het vermaak in het gebouw; inspiratie haalde Beekman uit getempte, geketende en mishandelde beren die elders in de wereld voor vermaak worden gebruikt. De beer is alleen in silhouetvorm te zien, maar vestigt door haar zwarte kleur de aandacht op de gehele gevel, die wordt gekenmerkt door veel baksteen met een beperkt aantal rechthoekige ramen. Rechtsboven de beer is nog een tableau te zien, dat lijkt op een geelkleurig kamerscherm met doorkijk, maar in wezen een uitgevouwde leporello is (boek in harmonicavorm). Deze drukvorm hanteerde Beekman vaak bij haar kunstboeken. De opengelaten vormen lijken op Arabische doorkijken of grafzerken in grillige vorm (in tegenstelling tot de strak rechthoekige ramen van het gebouw) en geven alleen een doorkijk op de achterliggende baksteenwand.   
Beekm constateerde aan het eind van haar leven dat ze door middel van haar kunstwerken het “kwaad” wilde weghouden.